# Бальдовинетти, Алессио
Алессио (Алессо) Бальдовинетти (итал. Alessio Baldovinetti; около 1425, Флоренция — 1499, Флоренция) — итальянский художник флорентийской школы, мозаичист, мастер интарсии по дереву и создатель витражей периода кватроченто — раннего итальянского Возрождения.

## Биография
Алессио Бальдовинетти родился во Флоренции в семье богатого торговца Бальдовинетто и Аньолы Убальдини да Гальяно. В 1448 году он был записан в «Братство Святого Луки» (Compagnia di San Luca) как «Алессо Бальдовинетти, живописец».
Бальдовинетти был последователем группы «научных реалистов» (realisti scientifici), к которой относят живописцев Андреа дель Кастаньо, Паоло Уччелло и Доменико Венециано. Его индивидцальный стиль близок Доменико Венециано и Фра Анджелико. С последним он сотрудничал на работах в церкви Сантиссима-Аннунциата во Флоренции.
По косвенным источникам известно, что Бальдовинетти принимал участие в украшении церкви Сант-Эджидио (Святого Эгидия) во Флоренции, но прямых письменных подтверждений не сохранилось. Работы проводились в период с 1441 по 1451 годы под руководством Доменико Венециано вместе с Андреа дель Кастаньо. Однако то, что закончить серии фресок в более позднее время (ок. 1461 г.) было поручено именно Бальдовинетти, не вызывает сомнения. Хотя фрески были уничтожены в XVIII веке, исследователи искусства кватроченто приписывают этой работе значение, равное значению росписей Мазаччо в капелле Бранкаччи в церкви Санта-Мария-дель-Кармине во Флоренции. Следы этого цикла фресок сохранились лишь в нескольких фрагментах синопий (малозначительных, поскольку они относятся к украшению основания, на котором были помещены фигуры). Они находятся в Музее трапезной церкви Сант-Аполлониа (Museo di Cenacolo di Sant’Apollonia) — бывшего бенедиктинского монастыря в центре Флоренции.
В 1462 году Бальдовинетти создал большую фреску «Благовещение Марии» в церкви Сантиссима-Аннунциата во Флоренции. Сохранившиеся фрагменты этой работы свидетельствуют о способностях художника: заметны высокая точность прорисовки деталей и мастерское размещение фигур в пространстве. Всё это вполне подтверждают два отдельных утверждения Джорджо Вазари о художнике: «Рисовал он очень хорошо… с большим терпением и с отменным изяществом… Он очень любил писать пейзажи, изображая их с натуры точь-в-точь как они есть в действительности. Поэтому на картинах его мы видим реки, мосты, камни, травы, плоды, дороги, поля, города, замки, песчаные отмели и бесчисленное множество подобных вещей… Он был заядлым экспериментатором в технических вопросах».
В 1463 году Алессио Бальдовинетти набросал эскиз композиции «Рождество», которая была выполнена Джулиано да Майано в технике интарсии по дереву в Сакристии собора Санта-Мария-дель-Фьоре и сохранилась до наших дней. 1466 годом датируется работа «Четыре евангелиста и четыре Отца Церкви» вместе с «Благовещением» на продолговатой панели, до сих пор украшающая Капеллу кардинала Португальского в базилике Сан-Миниато-аль-Монте (Вазари ошибочно приписал её Пьеро дель Поллайоло).
Фреска, изображающая воскресшего Христа между ангелами, находится в Капелле Ручеллаи флорентийской церкви Сан-Панкрацио и относится к 1467 году (её атрибуция вызывает споры). Между 1459 и 1467 годами Бальдовинетти работал над фресками Капеллы кардинала португальского церкви Сан-Миниато-аль-Монте во Флоренции. Сцена Благовещения Марии, «Четыре евангелиста и четыре Отца Церкви» в верхней части торцовой стены капеллы, напротив надгробия представляет собой выдающееся произведение флорентийского кватроченто".
Другое известное произведение — фреска Доменико ди Микелино в соборе Санта-Мария-дель-Фьоре с изображением Данте Алигьери на фоне Флоренции: «Божественная комедия освящает Флоренцию» (1465) также сделана по рисунку Бальдовинетти.
В 1471 году Бальдовинетти взялся за серьёзную работу в капелле Джанфильяцци церкви Санта-Тринита, порученную ему Бонджанни Джанфильяцци: вначале это был запрестольный образ с изображением Мадонны и Младенца с шестью святыми, законченный им в 1472 году; затем последовала серия фресок на тему Ветхого Завета, которую, согласно договорённостям, мастер должен был завершить в течение пяти лет, однако это произошло лишь через шестнадцать лет. В 1497 году готовые серии фресок, где были изображены многие видные граждане Флоренции, были оценены в тысячу золотых флоринов комиссией, состоявшей из Козимо Росселли, Беноццо Гоццоли, Перуджино и Филиппино Липпи; ныне во фресках недостаёт лишь некоторых повреждённых фрагментов.
Между тем, Бальдовинетти был занят и другими заказами. Современники считали его единственным, кто смог заново открыть и полностью осмыслить забытое к тому времени мозаичное искусство; с 1481 по 1483 годы Бальдовинетти занимался восстановлением мозаики над дверью церкви Сан-Миниато-аль-Монте, а также некоторых мозаик купола флорентийского Баптистерия и собора Санта-Мария-дель-Фьоре. Бальдовинетти также отвечал за деревянные интарсии и витражи, в частности, в Капелле Пацци Филиппо Брунеллески. Другие созданные им витражи находятся в Пизе, Лукке, Ассизи и Прато.
Он умер в Оспедале Сан-Паоло (госпитале святого Павла) 29 августа 1499 года, и был похоронен в базилике Сан-Лоренцо.
Одним из его учеников был Доменико Гирландайо.

## Галерея
- Мадонна с Младенцем. Ок. 1470. Дерево, темпера. Лувр, Париж
- Рождество. Поклонение пастухов. 1460—1462. Фреска кьострино (маленького дворика) церкви Сантиссима-Аннунциата, Флоренция
- Портрет женщины в жёлтом. Ок. 1465. Дерево, темпера, масло. Национальная Галерея, Лондон
- Благовещение Марии. 1457. Дерево, темпера. Уффици, Флоренция
- Ангел. Фреска Капеллы кардинала Португальского церкви Сан-Миниато-аль-Монте, Флоренция. Между 1459 и 1467 гг.
- Ангел. Фреска Капеллы кардинала Португальского церкви Сан-Миниато-аль-Монте, Флоренция
- Благовещение Марии. Роспись левой стены капеллы
- Фреска Надгробия Арриго VIII. Кафедральный собор, Пиза